# Цзилун
Цзилу́н (кит. трад. 基隆, пиньинь Jīlóng) — крупный портовый город, расположен на северо-востоке Тайваня.

## География
Граничит с городской территорией Синьбэй и формирует с ней и городом Тайбэй единую городскую зону. Входит в провинцию Тайвань, имеет статус «город провинциального подчинения». Подразделяется на 7 районов.

## История
В 1624 году испанцы основали форт Сан-Сальвадор-де-Келунг (исп. San Salvador de Quelung). На острове Хэпин находилась испанская колония Сан-Сальвадор-де-Исла-Эрмоза. Испанцы жили в поселении с 1626 года до 1642 год.
В 1641 году испанское поселение было атаковано голландцами при поддержке местных аборигенов. Испанцы смогли отбиться, но в 1642 году голландцы привели больше войск, и изгнали испанцев с Тайваня; форт Сан-Сальвадор-де-Келунг был переименован в форт Норт-Холланд (нидерл. Noort-Holland.).
В 1661 году Чжэн Чэнгун атаковал голландцев на Тайване, и те оставили Норт-Холланд, но в 1663 году отбили его обратно. Однако в связи с завоеванием Китая маньчжурами торговля с китайскими землями стала для голландцев невыгодной, нужда в опорном пункте отпала, и в 1668 году они окончательно оставили форт.
Впоследствии эти места долгое время оставались неразвитыми. Лишь в середине XIX века после поражения в Опиумных войнах Цинская империя была вынуждена в 1863 году открыть местную гавань для торговли с иностранцами. В 1871 году здесь было учреждено командование береговой обороны, а в конце 1875 года здесь был открыт филиал Тайбэйской управы и для этих мест было официально утверждено написание 基隆 (ранее название этих мест записывалось иероглифами 鸡笼). В 1887 году был образован Цзилунский комиссариат (基隆厅).
После поражения Цинской империи в первой японо-китайской войне остров Тайвань был в 1895 году передан Японской империи; японцы читали иероглифы, которыми записывалось название этих мест, как «Кирун». Японские власти вложили огромные средства в модернизацию и развитие Кирунского порта. В 1920 году Тайвань был разделён на префектуры, и Кирунский комиссариат был преобразован в уезд Кирун (яп. 基隆郡) префектуры Тайхоку (яп. 台北州). В 1924 году посёлок Кирун уезда Кирун был повышен в статусе и стал городом. После начала Второй мировой войны Кирун, будучи важнейшим портом Тайваня, стал одной из основных целей американских бомбардировок, и к концу войны порт был практически полностью уничтожен.
После поражения Японии во Второй мировой войне остров Тайвань был в 1945 году возвращён Китаю; префектура Тайхоку стала уездом Тайбэй, а уезд Кирун — районом Цзилун (基隆区) в его составе, город Цзилун же стал городом провинциального подчинения.

## Климат
Цзилун находится в зоне субтропического океанического климата со средей годовой нормой осадков 3700 мм, что способствовало его прозвищу «Порт дождя». Зима короткая и мягкая, лето — продолжительное и жаркое. Зимой и весной часты туманы.

## Население
Население города по данным на апрель 2010 года составляет 387 207 человек.

## Галерея

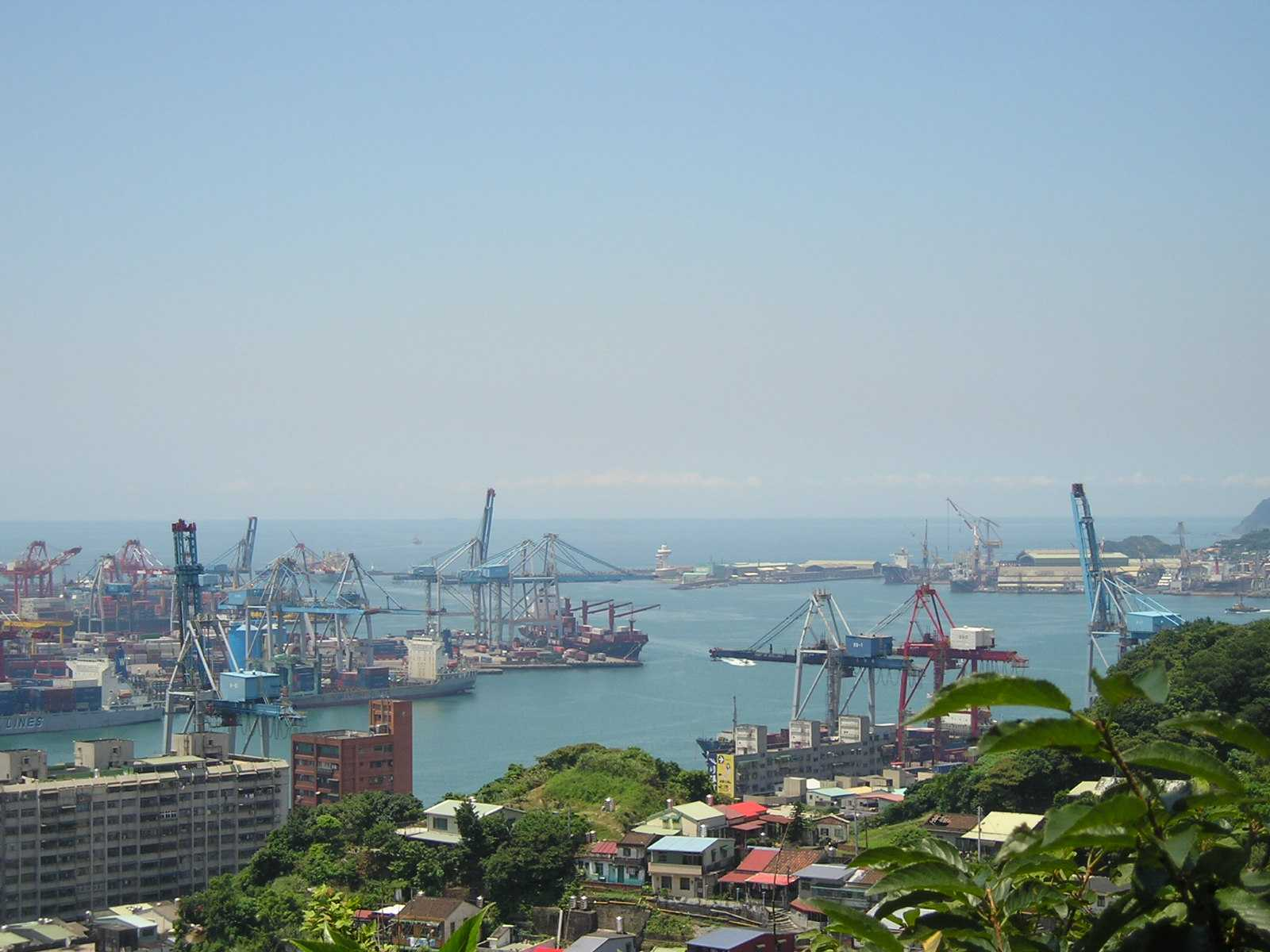
Вид на порт
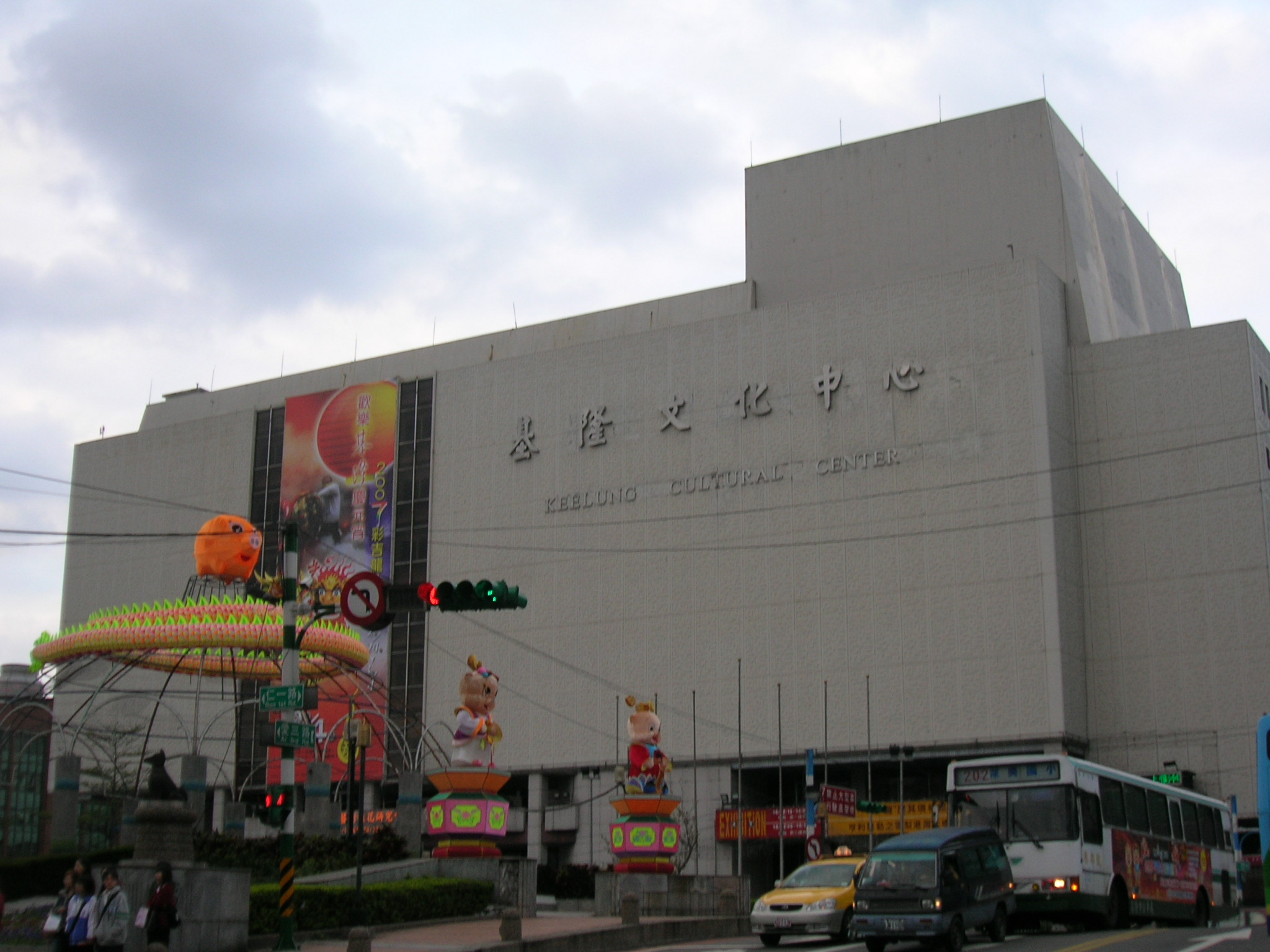
Культурный центр